# Opacinota
Opacinota là một chi bọ cánh cứng trong họ Chrysomelidae.
Chi này được miêu tả khoa học năm 1986 bởi Riley.

## Các loài
Chi này gồm các loài:
- Opacinota bisignata (Boheman, 1855)